# Torre de Quintela

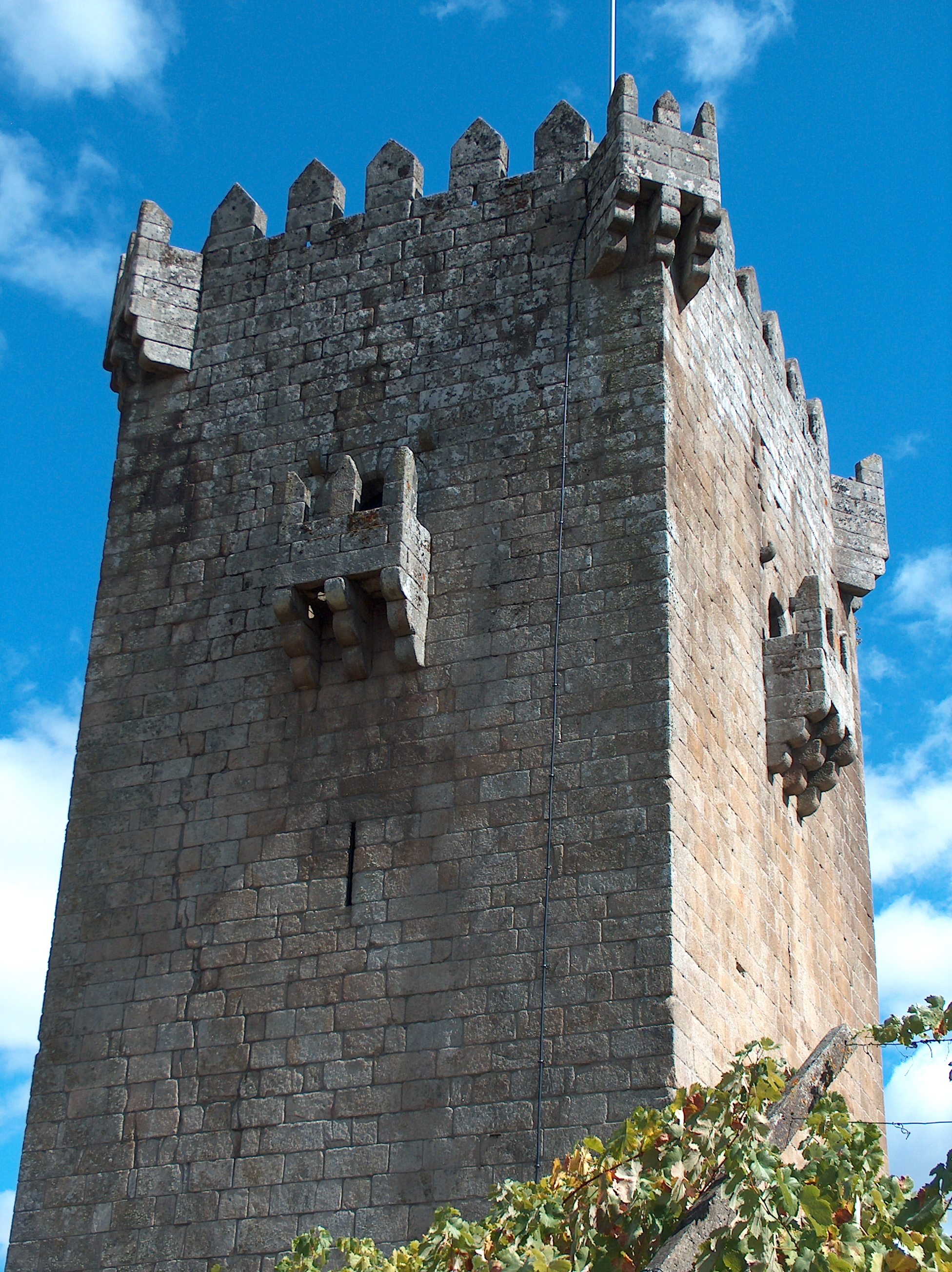
Der Torre de Quintela (2005)

Der Torre de Quintela (dt. Turm von Quintela) steht im Dorf Quintela, Gemeinde Vila Marim, Kreis und Distrikt Vila Real, in Portugal. Er wurde an beherrschender Stelle auf einem Felsen des Alvão errichtet.

## Geschichte
Der Turm wurde in der Regentschaft von Alfons III. (1248–1279) auf Geheiß D. Alda Vasques errichtet, der ihn als herrschaftlichen Sitz bewohnte.
Nach einer kurzen Verwendung durch den Orden der Templer wechselte der Turm schließlich in den Besitz der Grafen von Vimioso über. Erwähnt wird der Turm in dem Roman "O Anátema" von Camilo Castelo Branco. Im Jahre 1910 wurde das Gebäude per Dekret als Nationales Monument klassifiziert. Die Restaurierung des Turmes erfolgte durch hohen persönlichen Einsatz des Priesters João Parente, der sich dem Studium der regionalen Geschichte gewidmet hat. Die Nutzung des Gebäudes als Museum mittelalterlicher Kunst wird zurzeit vorbereitet.

## Eigenschaften
Herrschaftliches Gebäude im gotischen Stil. Quadratischer Grundriss mit einer Seitenlänge von jeweils 10 Metern, die Höhe beträgt knapp 30 Meter. Auf etwa halber Höhe der Flächen und auf den vier Eckpunkten des Daches befinden sich durch Zinnen bewehrte Erker.
Im Innern befinden sich vier Stockwerke, die über eine hölzerne Treppe miteinander verbunden sind.